# Inquisitorius
Ordre militaire apparaissant dans
Star Wars.
19 av. BY – 
Histoire et évènements
Maître
Ordre Jedi
L'Inquisitorius est un ordre militaire fictif de l'univers officiel de Star Wars. Il se compose d'anciens Jedi ayant décidé de rejoindre l'Empire galactique et de traquer les survivants à la Grande purge Jedi.

## Univers
L'univers de Star Wars se déroule dans une galaxie qui est le théâtre d'affrontements entre les chevaliers Jedi et les seigneurs noirs des Sith, personnes sensibles à la Force, un champ énergétique mystérieux leur procurant des pouvoirs psychiques. Les Jedi maîtrisent le côté lumineux de la Force, pouvoir bénéfique et défensif, pour maintenir la paix dans la galaxie. Les Sith utilisent le côté obscur, pouvoir nuisible et destructeur, pour leurs usages personnels et pour dominer la galaxie.

## Histoire

### Prémices et fondation
Pendant la guerre des clones, le Jedi Prosset Dibs est déçu du rôle de militaires que les Jedi, réputés pacifistes, prennent. Il tente alors de tuer Mace Windu, mais échoue et est jugé, mais, grâce à une intervention de Mace, sans être condamné à mort. Ce Jedi est alors l'un des premiers à se retourner contre l'ordre, et Palpatine le choisira ensuite en tant que Dixième frère.
La gestion par l'ordre Jedi face à l'attentat contre le temple Jedi, ainsi que les procès d'Ahsoka Tano et de Barriss Offee qui s'ensuivent, marquent certains Jedi. L'un d'eux, un garde du temple Jedi, commence alors à trouver que les Jedi se trompent, ce qui va progressivement l'amener à se détourner de la voie des Jedi, ce qu'il fait totalement lors de l'ordre 66,.
Après l'ordre 66, Palpatine sélectionne quelques utilisateurs de la Force, qui sont alors d'anciens Jedi qui se sont retournés contre l'ordre Jedi. Dès lors, l'Empire galactique peut se servir d'eux pour chasser les Jedi survivants. L'un des inquisiteurs, l'ancien garde du temple Jedi, est nommé à leur direction, et obtient ainsi le titre de Grand inquisiteur. Palpatine organise ensuite une rencontre entre lui et Dark Vador, alors qu'ils ne se connaissent pas, et un court duel s'ensuit, durant lequel le Grand inquisiteur prouve ses compétences, même si Vador parvient facilement à le maîtriser. Palpatine effectue ainsi les présentations, puis confie la formation des inquisiteurs à Vador, qui en les entraînant laisse à plusieurs d'entre eux des séquelles,.

### Grande purge Jedi

#### Premières victoires
Ce Grand inquisiteur chasse alors notamment la Jedi Luminara Unduli, qu'il emprisonne au sein d'une ancienne prison séparatiste nommée La Flèche de Spire. Elle meurt alors durant sa captivité, mais le Grand inquisiteur piège des Jedi en les attirant à lui à l'aide du cadavre de Luminara. Cette supercherie est découverte lorsque l'équipage du Ghost la découvre et parvient à échapper au piège du Grand inquisiteur sur Stygeon Prime, pour ensuite la révéler et mettre fin à cette stratégie impériale,.
L'une des premières cibles importantes pour l'Inquisitorius est l'ancienne bibliothécaire du temple Jedi, Jocasta Nu. Le Grand inquisiteur s'acharne en particulier dans cette traque, cherchant alors à se venger des restrictions que la bibliothécaire lui imposait lorsqu'il était un Jedi. En effet, il souhaitait auparavant découvrir les secrets du côté obscur cachés dans les archives Jedi.
Les inquisiteurs parviennent en outre à tuer un groupe de Jedi sur la planète Anoat, dirigé par le zabrak Zubain Ankonori et composé de trois autres membres, Mususiel, Khandra et Nuhj.
Parmi les principales victimes des inquisiteurs figure Eeth Koth, ancien membre du conseil Jedi. Il est tué lors d'une opération à laquelle participent notamment les inquisiteurs Tualon et Iskat Akaris. La fille d'Eeth Koth est enlevée par l'Empire à la suite de cet affrontement.
Lorsque la Jedi Cere Junda est capturée par l'Empire galactique, elle est soumise à des tortures si intenses qu'elle finit par révéler l'emplacement de sa padawan, Trilla Suduri. Cette dernière est ainsi faite prisonnière par les impériaux et soumise aussi à des tortures. Se sentant trahie par Cere, elle finit par succomber au côté obscur et devient une inquisitrice, la Deuxième sœur.

#### Victoires des Jedi
Alors que des inquisiteurs s'attaquent à un ancien padawan iktotchi nommé Ferren Barr, ce dernier utilise la Force pour retourner les Purge Troopers, soldats clones qui accompagnent les inquisiteurs, contre leurs dirigeants, en réactivant l'ordre 66. Cette entreprise cause alors notamment la mort du Dixième frère.
La survivante Ahsoka Tano est repérée du fait d'activité rebelle sur la lune de Raada. D'une part, le chef rebelle Bail Organa essaie d'amener Ahsoka à rejoindre sa lutte, mais, d'autre part, un inquisiteur, le Sixième frère, se met à la traquer, notamment en menaçant de mort des fermiers de Raada.
Lors d'un duel qui oppose Ahsoka et l'inquisiteur, la togruta est désarmée. Elle ressent alors l'appel des cristaux kyber du sabre laser de son ennemi et les ramène à elle à l'aide de la Force. L'arme du Sixième frère explose alors, ce qui le tue. Ensuite, Ahsoka purifie les cristaux, qu'elle rend blancs,. Ahsoka rencontrera et tuera un autre inquisiteur, à savoir le Onzième frère.
En 14 av. BY, la Deuxième sœur découvre l'existence d'un survivant, Cal Kestis, qui possède un holocron qui liste les noms de tous les enfants sensibles à la Force à travers la galaxie. Au terme de la traque qui s'ensuit, Trilla se repent et se retourne vers le côté lumineux. Dark Vador la tue alors,.
Cal Kestis réussit aussi à vaincre la Neuvième sœur en la poussant à l'aide de la Force hors de l'arbre sur lequel elle se trouvait, sur Kashyyyk. En 9 av. BY, Cal rencontre à nouveau la Neuvième sœur et la tue lors d’une ultime bataille sur Coruscant.

### Chute face à l'émergence rebelle
En 5 av. BY, lorsque le Jedi Kanan Jarrus est découvert et qu'il s'avère qu'il forme aux arts Jedi Ezra Bridger, le Grand inquisiteur se lance à leur poursuite. En 4 av. BY, le Grand inquisiteur capture Kanan, mais l'équipage du Ghost, petit groupe rebelle dont font partie Kanan et Ezra, tente de le libérer. Lors du sauvetage, Kanan affronte le Grand inquisiteur et le vainc. Le Grand inquisiteur se retrouve alors pendu au rebord d'une plateforme au-dessus du vide. Kanan souhaite alors l'épargner et lui sauver la vie, mais le Grand inquisiteur préfère mourir plutôt que de devoir ensuite faire face à Dark Vador après cet échec,,.
L'esprit du Grand inquisiteur est par la suite piégé par Dark Vador dans l'avant-poste de la planète Tempes. Il s'y trouve alors dans une situation similaire à celle d'un spectre de Force, mais il ne peut pas quitter le lieu. Plusieurs années plus tard, il y affronte Luke Skywalker.
Après la mort du Grand inquisiteur, deux autres inquisiteurs, le Cinquième frère et la Septième sœur, tentent de prendre sa place en traquant Kanan et Ezra, manquant de les tuer à plusieurs reprises. Toutefois, ces deux inquisiteurs doivent collaborer pour tenter d'atteindre le niveau du Grand inquisiteur, puisque le premier ne se sert que de la force brute quand l'autre cherche principalement à établir des stratégies qui soient intelligentes et efficaces.
En 3 av. BY, sur la planète Malachor, le Huitième frère cherche l'ancien Sith Maul. Lorsqu'il s'avère que Kanan et Ezra sont aussi présents sur la planète, le Huitième frère reçoit l'appui du Cinquième frère et de la Septième sœur. Cependant, les trois inquisiteurs sont vaincus à l'issue du combat qui s'ensuit face à Maul et aux Jedi : le Huitième frère est tué en tombant du sommet du temple Sith après que son sabre laser a été endommagé par Kanan, tandis que Maul met fin à la vie des deux autres inquisiteurs,,.

## Caractéristiques
Les inquisiteurs sont formés pour traquer des Jedi et des enfants sensibles à la Force dans le cadre de la Grande purge Jedi. Ce ne sont pas des Sith, mais ils en présentent certaines caractéristiques, dont l'utilisation de la Force à de mauvaises fins et un style de combat particulièrement sophistiqué. Par ailleurs, à l'instar des Sith, ils sont habillés en noir et se battent avec des sabres laser à lame rouge.

### Sabre laser
Le sabre laser d'un inquisiteur arbore deux lames rouges. La poignée est entourée d'un anneau et ce type de sabre laser peut tournoyer. Cette apparence permet d'intimider l'ennemi. Toutefois, elle possède des défauts au niveau de la poignée qui la fragilisent, ce qui est à plusieurs reprises à l'origine de la mort d'un inquisiteur.

## Membres

### Grand inquisiteur
Le Grand inquisiteur est un pau'an originaire d'Utapau. Il souhaite acquérir le plus de connaissances possibles, ce qui l'amène à s'intéresser beaucoup aux holocrons des archives Jedi. Il trouve l'occasion d'assouvir sa soif de savoir en rejoignant l'Empire galactique de Palpatine, et est nommé dirigeant de l'Inquisitorius.

### Deuxième sœur
La Deuxième sœur, dont le nom réel est Trilla Suduri, n'est pas aussi fidèle à l'Empire que les autres inquisiteurs. Malgré cela, elle semble être avant sa mort la favorite pour un éventuel remplacement du Grand inquisiteur, jusqu'à ce qu'elle se repente d'avoir quitté le côté lumineux et soit tuée par Dark Vador.

### Troisième sœur
La Troisième sœur, dont le nom réel est Reva Sevander, est impulsive et a un problème avec l'autorité. Elle est obsédée par l'idée de retrouver le Jedi Obi-Wan Kenobi, c'est pour elle un moyen de se rapprocher de sa vraie cible : Dark Vador. Reva n'était encore qu'une initiée au moment de la Grande purge Jedi et elle a vu Anakin Skywalker tuer ses camarades. Par la suite, elle a décidé de s'approcher au plus près de lui (ayant compris que Anakin et Vador étaient la même personne), briguant même le poste de Grand inquisiteur, afin de pouvoir le tuer au moment le plus opportun,.

### Quatrième sœur
D'espèce inconnue, et dont le nom réel est Lyn Rakish, elle fut l'une des responsables de la traque d'Obi-Wan Kenobi avec le Grand inquisiteur, le Cinquième frère et la Troisième sœur. C'est également elle qui sortit Barriss Offee de sa prison peu après l'ordre 66 pour l'amener à la forteresse Inquisitorius. Elle fut poussée d'une montagne par Barriss lors de leur première mission conjointe alors que cette dernière tentait de sauver un Jedi. Ayant survécu, elle retrouva son ancienne camarade des années plus tard alors qu'elle poursuivait une famille dont l'enfant était sensible à la Force, que Barriss aidait à s'enfuir, et transperça accidentellement cette dernière avec son sabre laser avant de la secourir, prise de remords.

### Cinquième frère
Le Cinquième frère se distingue des autres inquisiteurs par sa manière de traquer. Il favorise en effet une approche plus directe et moins préalablement réfléchie. Ses méthodes ne conviennent alors pas toujours aux inquisiteurs avec qui il collabore lors de missions. Il fut tué par Maul sur Malachor.

### Sixième frère
Le Sixième frère, dont le nom réel est Bil Valen, est peu apprécié des autres inquisiteurs et de Dark Vador. Cela s'explique par la lâcheté qu'il manifeste lorsqu'il se sent en danger ; il n'hésite alors pas à trahir un inquisiteur pour pouvoir s'enfuir. Il semble par ailleurs souvent trop confiant face aux faibles, mais démuni face aux adversaires puissants tels que Ahsoka Tano.

### Septième sœur
La Septième sœur apprécie particulièrement sa fonction et s'amuse lors de la traque de Jedi. Elle manifeste en outre beaucoup d'ambition, et espère saisir la moindre opportunité pour améliorer sa position au sein de l'Inquisitorius.

### Huitième frère
Le Huitième frère est un terrelien jango jumper. Il ne souhaite d'abord se faire entraîner que par Palpatine et refuse l'enseignement de Dark Vador. Seule l'insistance du Grand inquisiteur finit par le convaincre d'accepter d'avoir Vador comme maître. Cet inquisiteur mêle la force physique à la réflexion et l'agilité, ce qui lui fournit un avantage sur le Cinquième frère et la Septième sœur, qui ne sont pas aussi polyvalents,.

### Neuvième sœur
La Neuvième sœur, dont le nom réel est Masana Tide, est une dowutin. Elle s'entraîne pendant sa formation de Jedi à se connecter aux émotions d'autrui. Cependant, dans l'Inquisitorius, elle se spécialise dans l'utilisation de ce pouvoir pour les interrogatoires, durant lesquels elle parvient à soutirer aux prisonniers les informations qu'elle convoite. Elle perd un œil à cause de Dark Vador et une jambe à cause du Sixième frère,.

### Dixième frère
Le Dixième frère, dont le réel nom est Prosset Dibs, est un miraluka. Originellement opposé à la guerre du temps des Jedi, il s'applique entièrement à la traque de ceux-ci en tant qu'inquisiteur.

### Autres inquisiteurs
La dénomination des deux autres inquisiteurs est inconnue. L'un d'eux est un twi'lek appelé Tualon. L'autre est une femme d'espèce non-identifiée appelée Iskat Akaris connue comme la Treizième sœur. Les deux s'aiment, or manifester de l'affection ne permet pas d'exercer la fonction d'inquisiteur : Dark Vador finit par les tuer.

## Concept et création
Le Grand inquisiteur est le premier inquisiteur conçu. Des caractéristiques qui lui sont alors uniques dans l'univers de Star Wars, comme son sabre laser, sont ensuite reprises pour créer les autres inquisiteurs, alors qu'il était d'abord supposé qu'il était le seul inquisiteur.
Plus particulièrement, le design du Cinquième frère repose sur des concept arts créés pour Le Réveil de la Force. Selon Kilian Plunkett, directeur artistique de la série télévisée Rebels, il reprend alors une apparence envisagée d'abord pour Kylo Ren mais qui n'a pas été conservée pour le film, mais aussi les illustrations de Christian Alzmann pour représenter un antagoniste, « Villain 03 », originellement prévu pour ce même film.
L'apparition des inquisiteurs sur écran se réduit d'abord à la série télévisée d'animation Rebels, qui les introduit dans l'univers Star Wars à travers la saison 1 et la saison 2. Cependant, les quatre inquisiteurs présentés dans la série meurent aussi dans cette même série, et la mort de trois d'entre eux est montrée sur un seul épisode de Rebels. Par la suite, l'Inquisitorius n'apparaît pas dans la saison 3, ni dans la saison 4 de cette série.
Après la présentation de la version live action du Grand inquisiteur pour la série télévisée Obi-Wan Kenobi, l'apparence du Grand inquisiteur est adaptée pour y ressembler aussi dans les bandes dessinées, avec une tête plus humaine, c'est-à-dire avec un front moins allongé, moins de stries sur le visage et un regard plus proche de celui d'un humain, bien que des pau'ans différents aient déjà été vus dans La Revanche des Sith.

### Interprétation

#### DansRebels
Le Grand inquisiteur et la Septième sœur sont respectivement doublés en version originale par Jason Isaacs et Sarah Michelle Gellar,.

#### DansObi-Wan Kenobi
En prise de vues réelles, le Grand inquisiteur est interprété par l'acteur Rupert Friend.

## Accueil
Un article du site Internet Comic Book Resources classe les principaux duellistes au sabre laser de Star Wars, prenant en compte la saga, The Clone Wars et Rebels. Il attribue alors au Grand inquisiteur la quatorzième place du classement, s'appuyant sur sa réputation, autant auprès de ses compatriotes de l'Empire galactique qu'auprès de ses ennemis rebelles comme Kanan Jarrus, pour supposer qu'elle est due à son talent de maîtrise du sabre laser.
Un autre article du même site effectue un classement des types de sabres laser les plus meurtriers. Il met alors à la huitième place le sabre laser d'inquisiteur. L'auteur y explique que ce sabre est intimidant et peut être manipulé très rapidement, mais il ajoute qu'il est très vulnérable.
Cependant, un autre article du même site classe différents sabres laser en fonction de l'effet que l'apparition de l'arme a sur le public. Selon l'auteur, le sabre laser d'inquisiteur y obtient la vingt-et-unième place. Il affirme que la première apparition de ce type de sabre a surpris les fans et satisfait d'abord leurs attentes, mais qu'avec le temps, d'importants défauts de cette arme se sont révélés, comme le fait qu'un cristal kyber serait trop grand pour entrer dans le cylindre central de la poignée ou le fait que cette structure limite la personnalisation de la poignée. Enfin, il critique fortement le choix de faire utiliser ce genre de sabre comme moyen de s'envoler comme en hélicoptère par les inquisiteurs.

## Postérité
Un mème Internet compare le sabre laser d'inquisiteur à un hand spinner. Ce rapprochement s'explique principalement par le fait que les deux peuvent tourner sur leur centre. Ce mème est alors utilisé notamment pour ridiculiser ce concept et par extension la série télévisée Rebels.